# Saint-Georges-de-Montaigu
Saint-Georges-de-Montaigu és un municipi francès situat al departament de Vendée i a la regió de País del Loira. L'any 2007 tenia 3.727 habitants.

## Demografia

### Població
El 2007 la població de fet de Saint-Georges-de-Montaigu era de 3.727 persones. Hi havia 1.374 famílies de les quals 311 eren unipersonals (142 homes vivint sols i 169 dones vivint soles), 417 parelles sense fills, 603 parelles amb fills i 43 famílies monoparentals amb fills.
La població ha evolucionat segons el següent gràfic:
Habitants censats

### Habitatges
El 2007 hi havia 1.509 habitatges, 1.409 eren l'habitatge principal de la família, 46 eren segones residències i 53 estaven desocupats. 1.431 eren cases i 75 eren apartaments. Dels 1.409 habitatges principals, 1.112 estaven ocupats pels seus propietaris, 288 estaven llogats i ocupats pels llogaters i 10 estaven cedits a títol gratuït; 9 tenien una cambra, 64 en tenien dues, 189 en tenien tres, 345 en tenien quatre i 802 en tenien cinc o més. 1.261 habitatges disposaven pel capbaix d'una plaça de pàrquing. A 530 habitatges hi havia un automòbil i a 808 n'hi havia dos o més.

### Piràmide de població
La piràmide de població per edats i sexe el 2009 era:
| Homes | Edats   | Dones |
| ----- | ------- | ----- |
| 4     | 95 o +  | 0     |
| 0     | 90 a 94 | 8     |
| 16    | 85 a 89 | 24    |
| 12    | 80 a 84 | 20    |
| 40    | 75 a 79 | 64    |
| 32    | 70 a 74 | 40    |
| 20    | 65 a 69 | 56    |
| 84    | 60 a 64 | 56    |
| 36    | 55 a 59 | 52    |
| 112   | 50 a 54 | 92    |
| 128   | 45 a 49 | 96    |
| 124   | 40 a 44 | 128   |
| 156   | 35 a 39 | 132   |
| 152   | 30 a 34 | 140   |
| 108   | 25 a 29 | 132   |
| 116   | 20 a 24 | 80    |
| 128   | 15 a 19 | 92    |
| 132   | 10 a 14 | 120   |
| 124   | 5 a 9   | 96    |
| 132   | 0 a 4   | 96    |

## Economia
El 2007 la població en edat de treballar era de 2.488 persones, 2.045 eren actives i 443 eren inactives. De les 2.045 persones actives 1.929 estaven ocupades (1.009 homes i 920 dones) i 116 estaven aturades (57 homes i 59 dones). De les 443 persones inactives 202 estaven jubilades, 159 estaven estudiant i 82 estaven classificades com a «altres inactius».

### Ingressos
El 2009 a Saint-Georges-de-Montaigu hi havia 1.395 unitats fiscals que integraven 3.811 persones, la mediana anual d'ingressos fiscals per persona era de 18.688 €.

### Activitats econòmiques
Dels 145 establiments que hi havia el 2007, 1 era d'una empresa extractiva, 10 d'empreses alimentàries, 12 d'empreses de fabricació d'altres productes industrials, 26 d'empreses de construcció, 25 d'empreses de comerç i reparació d'automòbils, 7 d'empreses de transport, 7 d'empreses d'hostatgeria i restauració, 1 d'una empresa d'informació i comunicació, 10 d'empreses financeres, 5 d'empreses immobiliàries, 20 d'empreses de serveis, 13 d'entitats de l'administració pública i 8 d'empreses classificades com a «altres activitats de serveis».
Dels 38 establiments de servei als particulars que hi havia el 2009, 1 era una oficina de correu, 2 oficines bancàries, 4 tallers de reparació d'automòbils i de material agrícola, 1 establiment de lloguer de cotxes, 1 autoescola, 5 paletes, 2 guixaires pintors, 9 fusteries, 4 lampisteries, 1 electricista, 4 perruqueries, 2 restaurants, 1 agència immobiliària i 1 saló de bellesa.
Dels 6 establiments comercials que hi havia el 2009, 3 eren fleques, 1 una carnisseria, 1 una botiga d'electrodomèstics i 1 una floristeria.
L'any 2000 a Saint-Georges-de-Montaigu hi havia 49 explotacions agrícoles que ocupaven un total de 2.378 hectàrees.

## Equipaments sanitaris i escolars
L'únic equipament sanitari que hi havia el 2009 era una farmàcia.
El 2009 hi havia 2 escoles elementals.

## Poblacions més properes
El següent diagrama mostra les poblacions més properes.